# Scotogramma furculoides
Scotogramma furculoides là một loài bướm đêm trong họ Noctuidae.